# 奧爾庫什縣

50°17′N 19°34′E / 50.283°N 19.567°E
奧爾庫什縣（波蘭語：Powiat olkuski），是波蘭的縣份，位於該國東南部，由小波蘭省負責管轄，首府設於奧爾庫什，面積622平方公里，2008年人口113,910，人口密度每平方公里180人。